# Friesodielsia platyphylla
Friesodielsia platyphylla là loài thực vật có hoa thuộc họ Na. Loài này được (Merr.) Steenis mô tả khoa học đầu tiên năm 1964.